# Herblay-sur-Seine
Herblay-sur-Seine (do 2018: Herblay) – miejscowość i gmina we Francji, w regionie Île-de-France, w departamencie Dolina Oise. Przez miejscowość przepływa Sekwana.
Według danych na rok 1990 gminę zamieszkiwało 22 135 osób, a gęstość zaludnienia wynosiła 1737 osób/km² (wśród 1287 gmin regionu Île-de-France Herblay plasuje się na 126. miejscu pod względem liczby ludności, natomiast pod względem powierzchni na miejscu 250.).